# Rehabilitering
|  | Opdelingsforslag Denne artikel er foreslået opdelt i artiklerne Rehabilitering (medicinsk) og Rehabilitering (juridisk). (Diskutér forslaget). Hvis opdelingen sker, skal det fremgå af beskrivelsesfeltet, at opdelingen er sket (hvorfra og hvortil) eller af artiklens diskussionsside. |

Rehabilitering kan betyde
1. juridisk rehabilitering (at få sin tabte ære eller anseelse tilbage)[1], og
2. medicinsk rehabilitering (at få sin førlighed tilbage)[2].

## Medicinsk begrebsafklaring
Begrebet "rehabilitering" (re- (lat. "igen, tilbage") og afledning af habilis (lat. "duelig") rummer internationalt set en forståelse og tilgang, som samler indsatser af medicinsk, psykologisk, social, pædagogisk, uddannelsesmæssig og beskæftigelsesmæssig karakter. 
Formålet med rehabilitering er overordnet at sikre borgere med tabte færdigheder den maksimale livskvalitet. Borgeren selv er omdrejningspunktet i en helhedsorienteret indsats, der skal hjælpe den enkelte til at genvinde og bibeholde den bedst mulige funktionsevne, forudsætningerne for at have en god hverdag og muligheden for at deltage i samfundet.

### Rehabiliteringen er en bred indsats
I forbindelse med rehabilitering anvendes ofte begreberne "genoptræning", "behandling" og "revalidering". Der hersker imidlertid en vis uklarhed om forholdet mellem begreberne. Som udgangspunkt for at definere rehabilitering er det derfor relevant at markere afgrænsningen mellem rehabilitering og de mere snævre begreber, genoptræning, behandling og revalidering:
- Genoptræning bruges ofte som synonym for rehabilitering. Genoptræning handler om at restituere kroppens funktioner eller personens færdigheder ved at udføre bestemte øvelser gennem fysisk eller kognitiv træning

- Behandling bruges også sammen med rehabilitering. Behandling betyder at helbrede nogen eller lindre personens smerter

- Revalidering ses af og til som en dansk oversættelse af det engelske ”rehabilitate”. Revalidering dækker over en social indsats, der primært retter sig mod at gøre en skadet borger erhvervskompetent, typisk gennem omskoling eller uddannelse

Forskellige behandlings- og genoptræningsformer samt revalidering kan indgå i en rehabiliteringsproces, men rehabiliteringsbegrebet er mere omfattende end genoptræning, behandling og revalidering.

## WHO's definition
Verdenssundhedsorganisationen WHO giver denne definition af rehabiliteringsbegrebet:
“Rehabilitation of people with disabilities is a process aimed at enabling them to reach and maintain their optimal
physical, sensory, intellectual, psychological and social functional levels. Rehabilitation provides disabled people
with the tools they need to attain independence and self-determination”.
Rehabilitering skal ifølge WHO's definition sætte borgere med nedsat funktionsevne i stand til ”at nå og opretholde deres bedst mulige fysiske, sansemæssige, intellektuelle, psykologiske og sociale funktionsevne”. Det sker ved at give borgerne de fornødne værktøjer til at opnå uafhængighed og selvbestemmelse.

## Dansk definition af rehabiliteringsbegrebet
Rehabilitering kan involvere mange. Det medførte i Danmark behov for en definition af begrebet. 
I 2004 deltog ca. 30 repræsentanter fra den danske sundhedssektor i en tænketank, for at skrive en fælles definition. 
Målet var at sikre et fælles sprog for de mange involverede og en definition, der kan forstås af alle: borgerne, deres pårørende, fagfolk, forskere, administratorer og politikere.
Projektet var et samarbejde mellem Rehabiliteringsforum Danmark, MarselisborgCentret, Socialministeriet, Den Almindelige Danske Lægeforening, Kræftens Bekæmpelse, [http://www.sdu.dk/efter_videreuddannelse/master/master_rehabilitering Det Sundhedsvidenskabelige Fakultet ved Syddansk Universitet (Masteruddannelsen i rehabilitering), Ergoterapeutforeningen, Danske Fysioterapeuter og Dansk Sygeplejeråd. 
Det førte til udarbejdelsen af ”Hvidbog om rehabiliteringsbegrebet” med en definition af rehabilitering:
”Rehabilitering er en målrettet og tidsbestemt samarbejdsproces mellem en borger, pårørende og fagfolk.
Formålet er, at borgeren, som har eller er i risiko for at få betydelige begrænsninger i sin fysiske, psykiske
og/eller sociale funktionsevne, opnår et selvstændigt og meningsfuldt liv. Rehabilitering baseres på borgerens
hele livssituation og beslutninger og består af en koordineret, sammenhængende og vidensbaseret indsats”.

## Forskelle og ligheder mellem WHO og Hvidbogen
Der er forskelle og ligheder mellem WHO og Hvidbogens definitioner af rehabilitering. Derfor har der været tvivl om, hvilken definition der skal bruges i dansk sammenhæng. Det er af betydning for udvikling og implementering i Danmark, og valget mellem de to definitioner skal være et bevidst valg. 
Der er få væsentlige ligheder og flere forskelle på de to definitioner.  

### Ligheder
Lighederne er "funktionsevne" og "indsatser". Fokus er på det enkelte menneskes funktionsevne i rehabiliteringen. Her gøres en indsats for at nå et formål med rehabiliteringen. 

### Forskelle
- Hvor WHO's definition taler om redskaber, taler Hvidbogen om en ”samarbejdsproces mellem en borger, pårørende og fagfolk”. Rehabilitering er i Hvidbogen også et spørgsmål om at give borgeren redskaber, der ”overdrages” af professionelle til borgeren.

- WHO-definitionen beskriver funktionsnedsættelsen som fysiske, sansemæssige, intellektuelle, psykologiske og sociale. Mens Hvidbogen beskriver dem som fysiske, psykiske og/eller sociale.

- Hvidbogen sætter særlig fokus på sansemæssige og intellektuelle funktionsevner, der er indeholdt i fysiske og psykiske funktionsevner. WHO-definitionen taler om at vedligeholde den bedst mulige funktionsevne.

- Målet med rehabiliteringsindsatsen er hos WHO: menneskers uafhængighed og selvbestemmelse, mens det i Hvidbogen er:  et selvstændigt og meningsfuldt liv.

- Hos WHO er værdierne rettet mod frihed og autonomi, mens de i Hvidbogen er rettet mod selvforvaltning i et liv, der er meningsfuldt for borgeren.

- Kun Hvidbogen siger, at rehabilitering er en tidsbestemt og målrettet samarbejdsproces. Med det forstås et afgrænset, eventuelt gentagende, rehabiliteringsforløb, der evalueres inden for en given tidsperiode i forhold til de mål, der er sat for indsatsen sammen med borgeren/de pårørende.

- Kun Hvidbogen peger på, at indsatsen bygger på borgerens hele livssituation og beslutninger, og at den skal være:
  - koordineret: med tids- og indholdsmæssig samordning af det, de involverede bidrager med
  - sammenhængende: forståelig og meningsfuld og koordineret med borgerens livssituation
  - vidensbaseret: på baggrund af borgerens egen viden og af ny faglig viden og metode